# Clive Churchill

a Compétitions nationales et continentales officielles uniquement.

b Matchs officiels uniquement.
Clive Churchill, né le 21 janvier 1927 à Newcastle et mort le 9 août 1985, était un joueur et un entraîneur de rugby à XIII australien évoluant au poste d'arrière dans les années 1940 et 1950. Il est considéré comme l'un des meilleurs arrières et entraîneur de rugby à XIII de l'histoire de ce sport. En 1985, il est introduit au temple de la renommée du sport australien puis en 2002, il est admis au temple de la renommée du rugby à XIII australien. Il a effectué toute sa carrière à South Sydney avant deux ultimes saisons à Norths Devils et Moree. Il a également été sélectionné en équipe d'Australie, aux New South Wales Blues et Queensland Maroons. Un trophée en National Rugby League porte son nom : la Clive Churchill Medal qui désigne le meilleur joueur de la finale de la NRL.